# Hans Järta
Hans Järta, ursprungligen friherre Hans Hierta, född den 11 februari 1774 på Näs kungsgård i Husby socken, Dalarna, död den 6 april 1847 i Uppsala, var en svensk politiker, ämbetsman och skriftställare. Han var ledamot av Svenska Akademien från 1819, landshövding i Kopparbergs län 1812–1822 och riksarkivarie 1837–1846. 
Järta, som var en av 1809 års män, var i ungdomen radikalliberal och senare liberalkonservativ. Han räknas som en av den svenska idékonservatismens första sagesmän. Under sin liberala period avsade han sig sitt adelskap, bytte stavning på efternamnet, och blev därmed stamfader till den ofrälse släkten Järta.

## Biografi

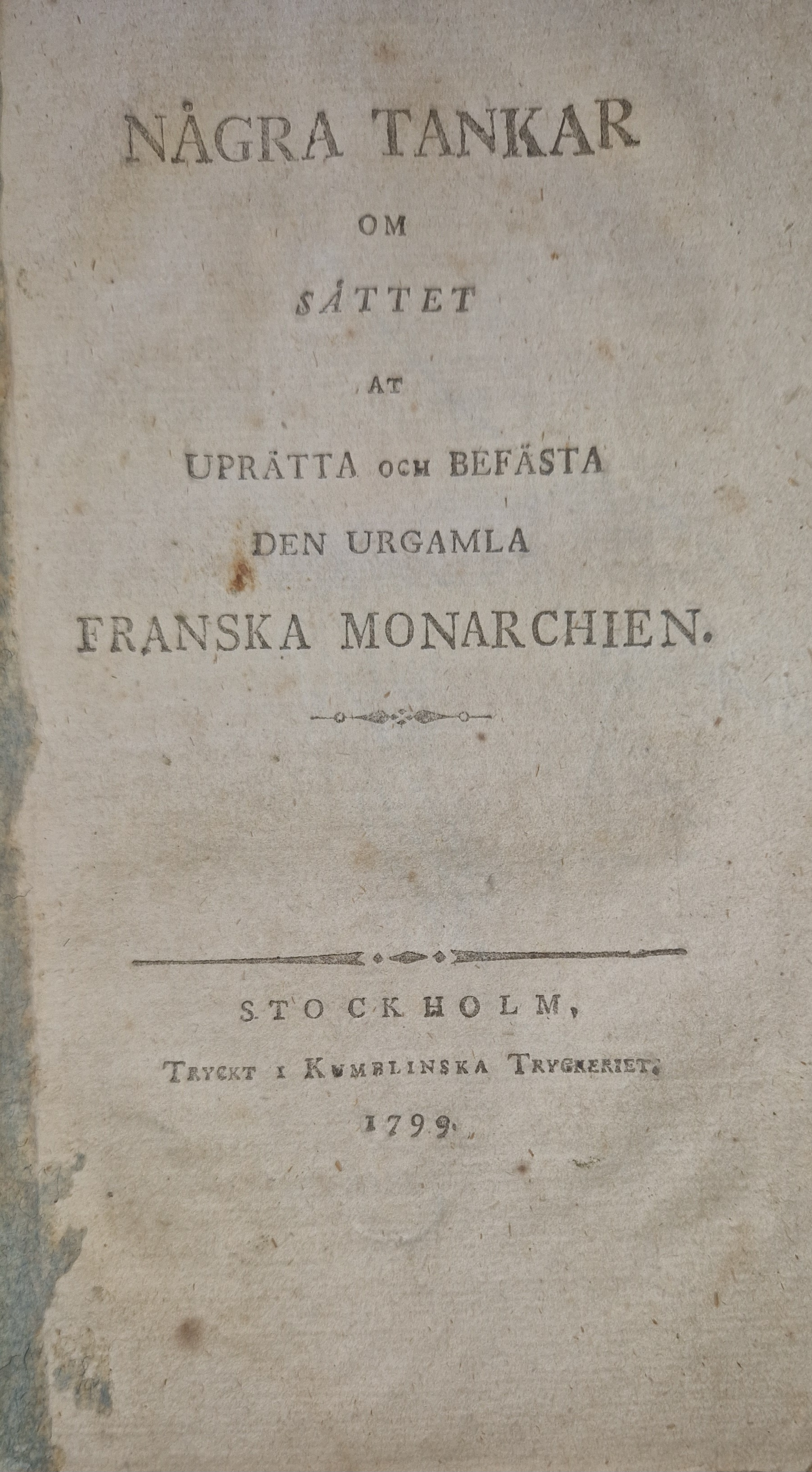
Hans Järtas broschyr "Några tankar om sättet at upprätta och befästa den urgamla franska monarchien".

Hans Hierta föddes på Näs kungsgård som son till generallöjtnanten friherre Carl Hierta och Maria Charlotta von Plomgren. Han tillhörde en urgammal krigarsläkt och fadern var chef för Dalregementet.
Fadern hade tidigt dragit sig tillbaka från sin militära karriär och levde under små omständigheter, när en vän, landshövdingen Johan Beck-Friis i Falun, bad att få bli fosterfar till hans yngste son Hans. Hans Hierta fick därför sin första skolgång vid trivialskolan i Falun, där han inskrevs 1783, nio år gammal. Då hade han redan hunnit bli volontär vid Dalregementet (1777), där han 22 december 1777 blivit sergeant och 1779 fänrik som det anstod en adelsman på den tiden. Utan att ha genomgått gymnasiet inskrevs han den 12 oktober 1787 vid Uppsala universitet, där han studerade teologi, historia och språk. År 1791 avlade han kansliexamen.
Hans Hierta hade då börjat verka som publicist och politiskt aktiv, huvudsakligen anonymt, men de exakta omständigheterna och de åsikter han hade kommer är okända och redogörelserna härom av spekulativ art. Visst är att han i någon grad var opponent till Gustav III, och han har därför kallats jakobin och revolutionär, vilket han själv satte sig emot att bli kallad. 
Hierta var närvarande vid maskeradbalen 1792 när Gustav III mördades. Därför kallades Hierta som vittne vid rättegången, förvisso vän med kretsen som konspirerade inför mordet, och gav enligt en utbredd uppfattning avsiktligt vilseledande uppgifter i dessa förhör. Det är dock därmed inte belagt att han varit involverad och han stod aldrig anklagad för delaktighet. En orsak kan vara att polisutredningen kom att avbrytas av hertig Karl efter kungens bortgång.
En kort tid därefter fick Hierta tjänst vid kabinettet för utrikes brevväxlingen som andre sekreterare via goda kontakter med Gustaf Adolf Reuterholm, hertig Karls förtrogne. Drygt tre år senare bytte han plats till justitierevisionsexpeditionen, där han verkade som protokollsekreterare, och blev samma år ledamot av Svea hovrätt.
Annat umgänge han hade under denna tid var den så kallade Juntan i Uppsala, med Benjamin Höijer som en nära vän och inspiratör, liksom Kellgren, Per Olof von Asp och Nils von Rosenstein. I denna livsfas kom Hierta i kontakt med de utländska tänkarna Rousseau, Montesquieu, Edmund Burke, David Hume, Adam Ferguson och Adam Smith. Han författade sina första alster denna tid, bland vilka den ironiska Några tankar om sättet att upprätta och befästa den urgamla franska monarkien (1799) må nämnas.
Vid 1800 års riksdag i Norrköping var han en av oppositionsledarna och krävde begränsad bevillningstid. När regeringen avslog begäran avsade han sig sitt adelskap och förlorade därmed sina befattningar samt rätten att använda sitt namn. Han antog därför namnet Järta i september samma år. För att försörja sig tog han tjänst vid Stora Kopparbergs bergslag och verkade som advokat och affärsman.
År 1808 deltog Järta i konspirationerna mot Gustav IV Adolf tillsammans med några officerare, men han förhindrade långtgående planer på att arrestera kungen i februari 1809. Vid statsomvälvningarna i mars samma år tog Järta del men bakom kulisserna och han bidrog till utarbetandet av 1809 års regeringsform som sekreterare i konstitutionsutskottet. Hans roll i utformningen av regeringsformen är mycket omtvistad och på grund av det hemliga tillvägagångssättet komplicerad. Problemet bottnar i att den nya regeringsformen fastslog en stark kungamakt, vilket den yngre Järta stred hetsigt emot. Av Järtas hand finns det memorial från den 2 juni 1809 med vilket förslaget till regeringsformen framlades inför riksdagen och vilken är urtexten till regeringsformens innehåll och mening. Att finna ett svar på Järtas insats i utformningen av regeringsformen försvåras av att han 1814 visade sympatier för Gustav III, men när denna omsvängning ägt rum är okänd. Att han och den nye tronarvingen Karl Johan blev vänner torde ha inverkat på Järtas inställning ytterligare. Länge gällde Järta som fadern till 1809 års regeringsform, men denna syn började revideras en bit in på 1900-talet och hans faderskap brukar sedan dess delas med Anders af Håkanson ("Håkanssonska förslaget"). 
Efter antagandet av den nya regeringsformen blev Järta statssekreterare i handels- och finansexpeditionen. Oenighet med kronprins Karl Johan, och som den ende i regeringen som bestred krigsförklaringen med England, ledde till att Järta lämnade statsrådet 1811. Året därpå utnämndes han till landshövding i Kopparbergs län, vilket han var till 1822. Under den tiden hade han olika tillfälliga befattningar, som statssekreterare än en gång och som ledamot av statliga kommissioner. De flesta utnämningar tackade han dock nej till. 
Han var en av Uppsalaromantikernas häftigaste kritiker, framför allt Götiska förbundets, men kom därigenom i kontakt med den historiska skolans argument varigenom han började ta till sig en romantisk världsuppfattning. År 1814 använde han som förste svensk uttrycket "organisk stat". Denna filosofiska idealism blev en bro mellan honom och Erik Gustaf Geijer. 
År 1819 invaldes Järta i Svenska akademien och flyttade 1825 för sina söners studiers skull tillbaka till Uppsala, där han blev en kulturpersonlighet. Åren 1823–1824 utgav han tidskriften Odalmannen, där han med satirer angrep liberalismen. Han var vid det laget uttalat konservativ och anhängare till Burke. Under åren i Uppsala författade han flera verk i historia och rättshistoria och höll litterär salong. Han invaldes 1828 som ledamot nummer 419 av Kungliga Vetenskapsakademien.
Brodern Lars Hierta avled 1836 och Hans Järta var en av hans arvingar. Därmed, och genom en pension sedan han varit landshövding, fick han råd att ta tjänst som obetald riksarkivarie och flytta till Stockholm. Genom rådigt ingripande räddade han en stor del av aktstyckena där från mögelskador och påbörjade Riksarkivets katalogisering. För hans insatser instiftade Riksarkivet utmärkelsen Hans Järtas medalj "för framstående insatser till förmån för arkiven" med hans bild på framsidan.
Från 1840 skötte han sitt arbete vid Riksarkivet från Uppsala. De sista sju åren tillbringade Järta i sjuksäng men fortsatte sin publicistiska verksamhet, bland annat med biografier över Karl XII och Gustaf Cronhielm, vilka han dikterade för en sekreterare. Hans skrifter i urval utgavs av Hans Forssell, och han fick anhängare i Louis De Geer, Henning Hamilton och Rudolf Kjellén. 
Järta var gift två gånger. Första hustrun Maria Charlotta Lewis (1775–1805) var dotter till bruksägaren Thomas Lewis och Ulrika Benedikta Gahn. Efter att ha blivit änkling gifte han om sig 1806 med Fredrika Christina Hochschild (1783–1839), som var dotter till Rutger Fredrik Hochschild och Johanna Gustava Rehn. Hans Järta var far till professor skytteanus Carl Thomas Järta (1802–1841), hovrättsrådet Fredrik Rutger Järta (1808–1882) och diplomaten Carl August Järta (1810–1865). Släkten Järta utslocknade 1953 på manssidan. 
| ” | Förutsätt att under en mild och liberal styrelse Norges åkerbruk, handel och näringar utvidgas; att det i följd häraf ökade norska folkets odling tilltager; att detta, af fjäll och haf försvarade folk vinner genom vanan vid frihet en sann och stadgad karakterskraft. Om då Sveriges och Norges konstitutionella, moraliska och ekonomiska förhållanden icke tidigt sammanflätas, hvad kan väl, efter något sekel eller kanhända förut, hindra norska folket att åter börja den kamp för själfständighet, som det nu försökt... | „ |
| – Ur en promemoria som Hans Järta, september 1814, sedan innehållet i Mosskonventionen blivit känt i Sverige. | |   |

Hans Järta ligger begravd på Uppsala gamla kyrkogård och hans gravsten bär inskriptionen: ”Et corde et ore” (övers. Såväl med hjärtat som med orden).